# Homosexualité au Portugal
L’homosexualité au Portugal a surtout été dominée dans une autre partie de l'histoire par l'idéologie chrétienne de l'Église catholique romaine, qui caractérise la sexualité comme un acte indissociable de la procréation, ce pour quoi toutes les autres activités sexuelles sont vues comme désordonnées. À partir du XVIe siècle, l'Inquisition portugaise s'est même chargée d'enquêter, de juger et de condamner au bûcher les sodomites. Cette vision moraliste de la sexualité s'est maintenue jusqu'à la fin du XXe siècle, malgré la décriminalisation qui a eu lieu antérieurement, ce qui explique que la grande majorité des homosexuels ont préféré se cacher des yeux de la société.
De nos jours, la société portugaise en est venue à réduire progressivement la discrimination sur le motif de l'orientation sexuelle, tant sur le plan social que sur les plans politique et légal, surtout parmi les couches les plus jeunes de la population. L'homosexualité commence à être considérée de plus en plus comme une variante parmi d'autres de la sexualité humaine, de la sphère intime et personnelle de chaque individu, et en grande partie libre de connotations d'ordre moral.
Le vendredi 8 janvier 2010, le parlement portugais a adopté le projet de loi du gouvernement socialiste, légalisant ainsi le mariage homosexuel.

## Histoire

### Antiquité romaine

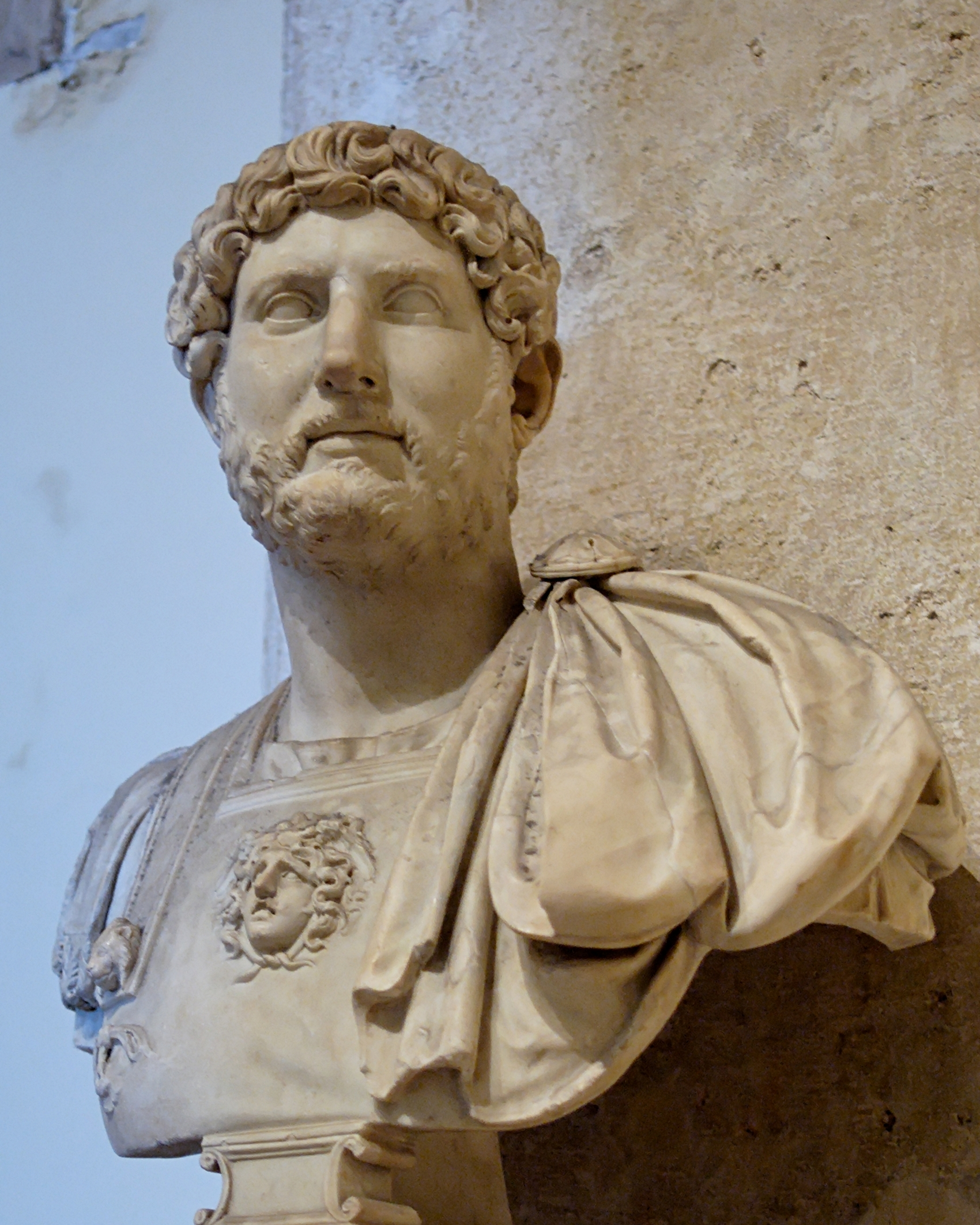
Buste de marbre d'Hadrien, du IIe siècle, amant d'Antinoüs. Conservé au Palazzo dei Conservatori.

Les Romains apportèrent, en plus des autres éléments de leur culture, leur morale sexuelle.

### Arrivée du christianisme
La morale romaine avait déjà changé vers le IVe siècle, ce qui explique qu'Ammien Marcellin critique durement les coutumes sexuelles des Taifali, une tribu barbare située entre les Carpates et la mer Noire, qui pratiquait la pédérastie de style grec. En 342, les empereurs Constantin II et Constant II introduisirent une loi pour punir l'homosexualité passive, sans doute par castration, loi qui fut étendue en 390 par Théodose Ier, qui faisait brûler tous les homosexuels passifs, puis en 533 Justinien Ier punissait tout acte homosexuel de castration et du bûcher; loi qui fut durcie en 559.
On a donné trois raisons pour ce changement d'attitude. Procope de Césarée, historien de la cour de Justinien, considérait que ces lois étaient sous-tendues par des motifs politiques, puisqu'elles permirent à Justinien d'éliminer des ennemis politiques, de confisquer leurs propriétés, alors qu'elles n'eurent aucune influence sur l'homosexualité dans le peuple. La deuxième raison, qui a sans doute le plus de poids, serait l'extension du christianisme au sein de la société romaine, qui commençait à reprendre le paradigme chrétien selon lequel la sexualité devait servir exclusivement à la reproduction. Enfin, on invoque la pression reproductrice sur les individus à cause des épidémies, associée au stoïcisme de l'empire.

### Wisigoths

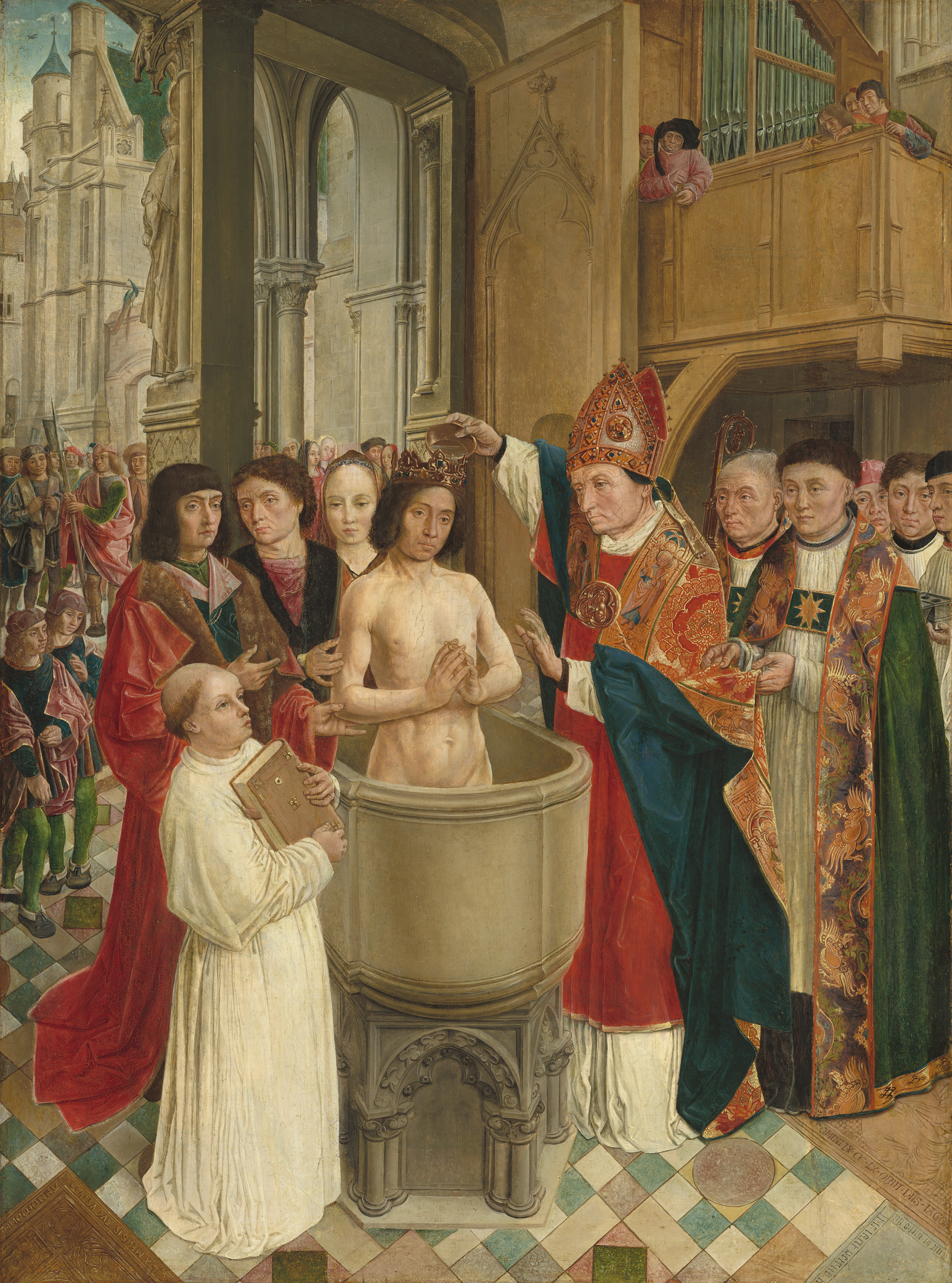
Baptême de Clovis.

Les peuples germaniques dénigraient l'homosexualité passive et les femmes, qu'ils plaçaient au même niveau que les faibles et les esclaves, et glorifiaient la camaraderie guerrière entre les hommes.
Durant le Haut Moyen Âge, les attitudes face à l'homosexualité en vigueur sous l'Empire romain se maintinrent en grande partie. L'un des premiers corpus de lois à considérer comme un crime l'homosexualité masculine fut le Liber Iudiciorum (ou Lex Visigothorum), qui fut promulgué au VIIe siècle. La loi wisigothe contenait dans ce code (L. 3, 5, 6)châtiait la sodomie par l'exil et la castration. La sodomie incluait tous les crimes sexuels, parmi lesquels l'homosexualité masculine, la sodomie (hétérosexuelle et homosexuelle) et la zoophilie. Le lesbianisme n'était considéré comme « sodomie » que s'il mettait en jeu des instruments phalliques .
Le premier roi à imposer la peine de castration pour l'homosexualité fut Chindaswinth (642-653). En 693, Égica ordonna aux évêques de réexaminer la question de l'homosexualité. Réunis au XVIe Concile de Tolède, les prélats confirmèrent le châtiment ordonné par Chidaswinth, ajoutant cent coups de fouet et la tonsure, et l'exil devait être perpétuel.

### Période musulmane
La brillante civilisation d'Al-Ándalus se montra très tolérante au sujet de la sexualité, au contraire de ses voisins chrétiens du nord, à l'exception d'un intervalle entre les almoravides et les almohades. De manière paradoxale, le Coran interdit l'homosexualité, mais les sociétés musulmanes, tant sur la péninsule ibérique que dans le reste du monde musulman, ne suivaient pas cette règle. Dans la Risala fi-l-Fiqh, un recueil de droit islamique élaboré par Ibn Abî Zayd Al-Qayrawânî (922-996), spécialiste du fiqh à l'école Maliki, on dit que l'homme qui coucherait avec un homme adulte et consentant, provoquerait la lapidation des deux hommes.
De grands hommes d'État comme Abd al-Rahman III, Al-Hakam II, Hicham II et Al Mutamid Ibn Abbad eurent de jeunes hommes pour amants. Au point que, pour assurer sa descendance, il fallut déguiser une jeune femme en garçon pour séduire Al-Hakam II. Ces coutumes s'étendaient à la noblesse et aux hautes classes.
Pour se faire une idée du contexte, Abdelwahab Bouhdiba décrit la situation suivante dans son livre La Sexualité dans l'Islam. Aux alentours de Cordoue, dans les grands jardins appartenant aux palais et aux grands propriétaires, et même aux monastères chrétiens, se jouaient des pièces de théâtre, des chants et des danses. Lors de ces fêtes, une forme libérée de sexualité, tant hétérosexuelle qu'homosexuelle, régnait, parfois avec la présence de prostitués des deux sexes. De fait, à une époque, la prostitution masculine était réputée mieux payée que la féminine.
Des textes condamnaient aussi l'homosexualité et Ahmad al-Tifachi (1184-1253) dans son Nuzhat-al-Albab (Les Délices des cœurs) raconte que les hommes qui cherchaient d'autres hommes de leur âge avaient la vie courte, étant donné qu'ils risquaient le vol et l'assassinat. Les contes inclus dans le Nuzhat-al-Albab peuvent servir à prouver que l'attitude de la société islamique envers l'homosexualité était alternativement positive, négative ou indifférente. Selon Colin Spencer, les trois attitudes différentes ont pu coexister à la même époque.
Le lesbianisme était également répandu, surtout dans les harems, bien que les relations étaient gardées secrètes, pour éviter qu'elles soient récupérées dans des intrigues politiques. Quelques femmes provilégiées d'Al-Ándalus avaient accès à l'éducation et il existe deux anthologies modernes de poésie écrites par des femmes,, dans lesquelles l'amour entre femmes est traité comme allant de soi.

### Moyen Âge
Après son indépendance du royaume de Léon en 1128, le Portugal maintint la législation médiévale, d'influence wisigothe, comprenant les châtiments de castration, d'exil et de confiscation des biens pour le délit de sodomie. La législation fut renforcée au XIVe siècle par le roi Alphonse IV de Portugal, qui spécifiait que les accusés de sodomie, à la différence des accusés pour d'autres délits, ne pouvaient chercher refuge dans les églises. en 1499, le roi Manuel Ier de Portugal ajoutait que les femmes prises en flagrant délit d'actes homosexuels devaient aussi être châtiées.
Plusieurs rois portugais sont soupçonnés d'avoir eu des relations homosexuelles. Le scandale causé par les relations d'Alphonse IV de Portugal avec les frères italiens Juan et Antonio Conti fut tel que le Conseil d'état l'obligea à les expulser du pays.

### XIXesiècle

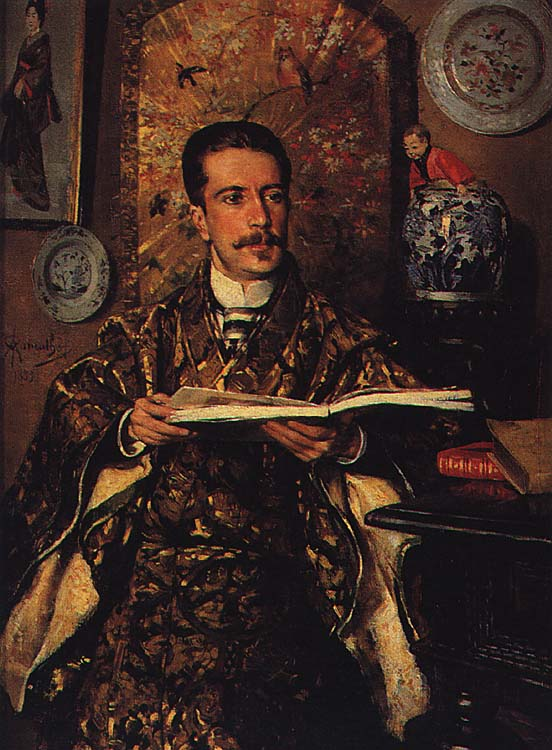
Portrait d'Abel Acácio Botelho (1889) par Ramalho Júnior (1859-1916), auteur du premier roman à traiter d'homosexualité au Portugal.

Le code pénal de 1852 ne mentionnait pas les relations homosexuelles, grâce à quoi elles n'étaient pas illégales.
Au XIXe siècle éclatèrent quelques scandales, comme en Angleterre avec Oscar Wilde ou en Allemagne avec Philipp zu Eulenburg ou Krupp), mais leurs conséquences et leur traitement n'eut rien de commun avec ces affaires. La première affaire fut celle de José de Meneses da Silveira e Castro (pt), marquis de Valada, arrêté en 1880 pour avoir commis "des actes libidineux répréhensibles sur un soldat" au premier étage du numéro 63 de la rue Travessa da Espera
. L'affaire inspira le caricaturiste Rafael Bordalo Pinheiro, mais aussi un spectacle représenté entre 1885 et 1887 au théâtre de Rua dos Condes, en plus des deux romans d'Abel Botelho (O Barão de Lavos (pt), premier roman portugais sur le thème de l'homosexualité) et d'Alfredo Gallis (pt).
Le marquis se réfugia dans sa maison de famille de la haute aristocratie et ne subit aucune suite. Un peu plus tard, il se compromit dans un autre scandale lorsqu'un des jeunes qui l'avait séduit dans la rue tenta de le voler, l'incident se terminant avec l'intervention de la police. Une deuxième affaire fut celle du vicomte de X, qui s'adressa à la police pour récupérer une montre en or dérobée lors d'une de ses aventures dans le monde homosexuel.
Egas Moniz, le neurologue Prix Nobel de physiologie ou médecine, a aussi abordé le sujet dans son ouvrage A vida sexual (1901). Moniz considérait l'homosexualité comme une maladie mentale et une perversion, « qui mérite d'être traitée comme n'importe quelle autre ».

### Première république
Durant la première république, le monde médical continua à s'intéresser à l'homosexualité, comme le montrent les œuvres d'Asdrúbal de Aguiar (pt) et Arlindo Camillo Monteiro. Le premier, principal médecin légiste de l'époque au Portugal, publia Evolução da Pederastia e do Lesbismo na Europa (1926) et Medicina Legal: A Homosexualidade masculina através dos tempos (1934), des ouvrages écrits depuis un point de vue assez neutre et objectif, qui résumaient les connaissances de la littérature antérieure au XIXe siècle. Monteiro publia, dans un tirage milité à 500 exemplaires, Amor Sáfico e Socrático (1922), sous les auspices de l'Institut de médecine légale de Lisbonne. Le livre se divise en deux parties. La première traite de l'histoire de l'homosexualité de l'antiquité au XXe siècle, se concentrant surtout sur l'Occident et le Portugal. La deuxième partie est un abrégé du savoir scientifique de l'époque sur l'homosexualité et la bisexualité, s'appuyant sur des auteurs allemands, français et italiens. L'ouvrage de Monteiro est moins objectif que celui d'Aguiar et il contient de fréquentes critiques de l'homosexualité. Finalement, Luis A. Duarte Santos, professeur à l'université de Coïmbre, écrit aussi vers 1934 sur le sujet. Duarte Santos rejetait l'idée que l'homosexualité soit innée et considérait que les homosexuels étaient responsables de leurs actes, se réjouissant par exemple du renvoi de Botto.
En 1923, le gouverneur civil de Lisbonne ordonna de saisir les recueils de poèmes Canções (pt) d'António Botto, Decadência de Judite Teixeira (pt) et Sodoma divinizada de Raul Leal (pt), des auteurs qui écrivaient des textes littéraires clairement homosexuels et qui avaient provoqué une importante polémique dans la très conservatrice société lisboète de l'époque. De même, Manuel Teixeira Gomes, le président de la république portugaise, démissionna en 1925 pour se consacrer à la littérature, et fut accusé d'être l'auteur d'écrits homoérotiques.
En 1929, le Portugal fut le seul pays européen à ne pas envoyer de délégué à la conférence internationale de la Ligue mondiale pour la réforme sexuelle de Londres, une association internationale créée par Magnus Hirschfeld pour promouvoir la réforme sexuelle, et dont l'un des objectifs étaient la reconnaissance des droits des homosexuels.

### Répression de Salazar
Avec l'avènement de l'Estado Novo, on assista à un retour aux valeurs morales de la religion catholique, résumées par la devise « Dieu, Patrie, Famille ». La sexualité en vint à ne plus être vue que comme un moyen de reproduction et une définition marquée des rôles attendus pour chaque sexe émergea : les hommes devaient travailler, commander et subvenir aux besoins de la famille, les femmes devaient s'occuper des enfants et du foyer. Associée à ce changement, on assiste à la répression de toutes les autres expressions de la sexualité en parallèle à la répression des autres formes d'expression politique et sociale : les relations homosexuelles, ainsi que les actes sexuels dits "contre nature", furent de nouveau criminalisés.
Le régime de Salazar recourut à la censure systématique de tout contenu artistique homosexuel, tant national qu'étranger, dans une tentative pour éviter à n'importe quel prix la transgression des tabous moraux institués. La Police de sécurité publique maintint une vigilance resserrée sur les lieux de rencontre ou de convivialité des homosexuels, effectuant des descentes par surprise, qui se concluaient par des identifications et par le fichage de toutes les personnes présentes, et, dans certains cas, par leur arrestation. Les homosexuels et autres accusés de "conduite immorale" ou "débauche", comme les prostituées, les proxénètes, les malades mentaux, les mendiants ou les enfants en "risque moral", devaient être cachés à la société et entraient souvent dans de longs séjours en établissements spécialisés de "rééducation", comme les Mitras, où furent admises et maltraitées de 1933 à 1951 plus de douze mille personnes.
Il existe aussi des mentions de détention, torture et déportation d'homosexuels par la PIDE, souvent associées à la répression politique. C'est le cas de Júlio Fogaça (pt), dirigeant du Parti communiste portugais, alors dans la clandestinité, qui fut condamné en 1962 comme « pédéraste passif adonné à des pratiques contre nature ». Ce n'était pas la première fois que Fogaça était arrêté - il avait déjà été déporté deux fois -, mais c'était la première fois qu'on employait l'accusation d'homosexualité pour lui ôter la liberté. Toutefois, le régime ne fut pas le seul à condamner et réprimer l'homosexualité. Júlio Fogaça fut aussi victime de l'intolérance du parti communiste, qui l'expulsa à la même occasion pour sa conduite morale.

### Après la révolution des œillets

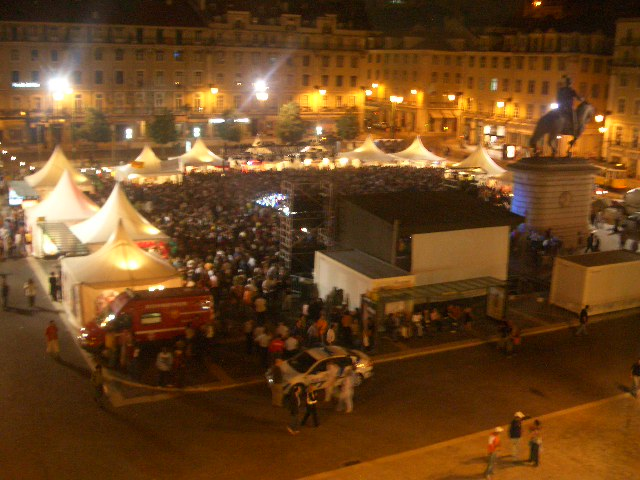
Arraial Pride en 2006.

Avec la Révolution du 25 avril 1974, les changements de mentalité sociale, politique et législative conduisirent à la décriminalisation et à l'acceptation de l'homosexualité au Portugal. Cependant, le changement devait se faire très lentement car les partis de gauche, ceux qui en théorie étaient les plus sensibles à la question de l'égalité et des droits civiques, concentraient leurs efforts à la "lutte des femmes et des jeunes".
Après la Révolution surgissent quelques mouvements militants homosexuels, comme le 
Movimento Homossexual de Acção Revolucionária (MHAR), fondé par António Serzedelo (pt), qui lança en mai 1974 le Manifeste pour les Libertés Sexuelles. Ce manifeste fut tout de suite contesté par le général Galvão de Melo qui affirma à la télévision que le "25 avril" n'était pas arrivé pour que les homosexuels et les prostituées expriment leurs revendications. Le Colectivo de Homosexuais Revolucionários (CHOR) est aussi créé en 1980, il organise les rencontres «Ser (homo)sexual» en 1982. Mais ces associations éphémères n'eurent qu'un impact restreint.
Ce n'est qu'après l'apparition du SIDA au Portugal, dans la première moitié des années 1980, que le mouvement associatif homosexuel a gagné de la consistance, de la visibilité et de la respectabilité, en liaison avec la Commission nationale de lutte contre le sida et l'association Abraço. Lors de cette phase, les premières figures publiques homosexuelles commencèrent à surgir et à consolider leur visibilité, comme Carlos Castro, Guilherme de Melo, Ary dos Santos (pt) et António Variações, dont la mort due au sida en 1986 causa un choc au niveau national.
Le Partido Socialista Revolucionário (PSR), maintenant intégré au Bloc de gauche, fut le premier parti politique, en 1991, à mettre en forme une organisation interne dédiée spécifiquement à la lutte contre le machisme, l'homophobie et la discrimination, le Groupe de travail homosexuel. À l'aide de l'impulsion très médiatique du PSR et à partir du milieu des années 1990, la communauté gay a commencé à s'organiser et à gagner une voix propre, avec l'institution et la consolidation de diverses organisations, comme l'Association ILGA Portugal (pt) (1995), le Clube Safo (pt) (1996), l'association Opus Gay (pt) (1999), la revue Korpus, la page internet PortugalGay.pt (pt), l'événement Arraial Pride (pt), la marche des fiertés LGBT et le Festival de cinéma gay et lesbien de Lisbonne.

## Législation

### Interdiction des thérapies de conversion
L'interdiction des thérapies de conversion a été promulguée le 24 janvier 2024, après avoir été votée par le parlement en décembre 2023